# Pamparigouste
Pamparigouste (en occitan Pampaligosta, Pampaligòssa), est un pays imaginaire, lointain ou inconnu dans la culture populaire occitane.

## Un pays imaginaire
On en parle notamment aux enfants en le décrivant comme un pays imaginaire. Il connaît des adaptations et des développements divers selon les régions d'Occitanie. Frédéric Mistral le cite dans Miréio, Alphonse Daudet dans Les Lettres de mon moulin et La Mule du pape l'appelle Pampérigouste.
- Par exemple, on le décrit comme une île et un royaume imaginaire, au large de l'étang de Berre, peuplé de fées et inaccessible aux hommes. Cette île occupe une place majeure dans l'imaginaire provençal. La légende raconte que ce royaume a été créé de toutes pièces par des fées exilées qui lui donnèrent d'immenses richesses et une grande fertilité. Afin que personne ne voie ce royaume, les fées l'entourèrent d'une barrière invisible, qu'aucun homme ne pouvait traverser.

- Rabelais, auteur français qui avait séjourné en Occitanie (et notamment à Montpellier), parle dans Gargantua de « Philippes des Marays, viceroy de Papeligosse ».

## Un lieu lointain
Pamparigouste est aussi une expression utilisée dans plusieurs régions d'Occitanie, notamment en Provence et en Languedoc, pour désigner n'importe quel lieu très lointain et/ou inaccessible ou bien pour envoyer promener les importuns: Il est parti à Pamparigouste, Je vais t'envoyer à Pamparigouste. 
On pourra également utiliser, dans le même but, en français standard, Tataouine, Pétaouchnok, Perpette-les-Olivettes (ou Perpète-les-Olivettes) et Trifouillis-les-Oies.
En Belgique francophone, on parle aussi d'Houte-Si-Plou, et dans la région du Centre, de Foufnie-les-Berdouilles.